# Operazione Toucan (KGB)
L'operazione Toucan (in spagnolo: Operación Tucán ed in russo Операция «Тукан»?) fu una campagna di pubbliche relazioni e di disinformazione condotta dal KGB/DGI diretta contro il governo militare del Cile guidato da Augusto Pinochet, in particolare contro la Dirección de Inteligencia Nacional (DINA). Il duplice compito dell'operazione era quello di organizzare "attivisti per i diritti umani" per fare pressione sulle Nazioni Unite e di generare una stampa negativa per il regime di Pinochet. Secondo l'ex ufficiale del KGB Vasili Mitrokhin, l'operazione venne originariamente concepita da Yuri Vladimirovich Andropov. Venne approvata il 10 agosto 1976.

## Attività
Come parte dell'operazione Toucan, il KGB forgiò una lettera che lega la CIA a una campagna di omicidi della DINA cilena e molti giornalisti, tra cui l'editorialista Jack Anderson del New York Times, hanno usato queste informazioni nelle loro notizie come prova del coinvolgimento della CIA nel parti più nefaste dell'operazione Condor.
Il KGB falsificò le lettere di Miguel Contreras, direttore della DINA, a Pinochet, che sono state accettate come autentiche dai giornali e da altri importanti organi di informazione in Occidente. Uno di questi includeva una falsa lettera "inviata" da Contreras a Pinochet che descriveva in dettaglio un piano per neutralizzare le figure dell'opposizione che vivevano in Messico, Argentina, Costa Rica, Francia, Italia e Stati Uniti.
Quando l'operazione si concluse, venne contrassegnata come "particolarmente riuscita nel pubblicizzare ed esagerare le operazioni estere della DINA contro gli esiliati cileni di sinistra".